# Showtitle
株式会社Showtitle，通稱「Showtitle」，是日本的藝人經紀公司；創立於2015年12月14日，是吉本興業的子公司。

## 概要
株式会社Showtitle於2015年12月14日創立。代表董事社長為女子偶像組合NMB48製作人剱持嘉一，代表董事副社長為株式会社PRODUCTION NO TITLE的代表及NMB48的總經理關根清隆。株式会社Showtitle包括吉本興業相關的藝人、偶像團體及藝術家等，當中包括偶像團體NMB48及其畢業成員。

## 沿革
- 2015年12月14日，株式会社Showtitle創立。

## 旗下藝人

### TALENT
- 吉田朱里（前NMB48）
- 谷川愛梨（前NMB48）
- 三田麻央（前NMB48）
- 井尻晏菜（日语：井尻晏菜）（前NMB48）
- DJ LOU（日语：ルーキタエ）
- 坂本麻子（日语：坂本麻子 (タレント)）
- 﨑野萌（前Pajama Farm√13）
- 水川華奈
- 島袋香菜
- 山田梓凡
- A.rik
- 草地稜之
- 熊澤歩哉
- 瀧澤翼
- 中谷日向
- 中林登生
- 中本大賀
- 宮里ソル
- 山田恭

### ARTIST
- NMB48
- Lefty Hand Cream（日语：Lefty Hand Cream）
- 藤井菜央（日语：藤井菜央）（前吉本坂46）
- 間慎太郎（日语：間慎太郎）
- 永見和也（universe、前Over The Top）
- Tanaka Yuuki （タナカユウキ、前Over The Top）
- 河内REDS
- MUSIC UNLIMITED ORCHESTRA
- 小南奈央
- 少女歌劇団Mimosane.
- しんたろー

### DESIGNER / MODEL
- 八鍬里美（日语：八鍬里美）

### DANCER / PERFORMER
- egu-splosion（日语：エグスプロージョン）
  - Machaaki（吉本坂46）
  - 小原義雄（吉本坂46）
- AFRA（日语：AFRA）
- A-NON（日语：A-NON）（吉本坂46）
- Hitoridedekirumon（日语：ひとりでできるもん）
- HIDEBOH（日语：火口秀幸）
- ISOPP（日语：ISOPP）
- KAMIYAMA（日语：KAMIYAMA）
- SHUHO（日语：SHUHO）（吉本坂46）
- Ooops!

### 業務合作
- 森理世
- 内藤沙季
- 東口優希
- 山本彩（前NMB48）

## 過去旗下藝人
- 前NMB48
  - 安藤愛璃菜、岩田桃夏、植村梓、大澤藍、沖田彩華、上枝恵美加、日下木之實、城惠理子、上西惠、内木志、中野麗來、西仲七海、林萌々香、溝川実来、村中有基、矢倉楓子、薮下柊、山口夕輝、磯佳奈江、大段結愛、大段舞依、武井紗良、川上礼奈、久代梨奈、古賀成美、山尾梨奈、佐藤亞海、大田莉央奈、明石奈津子、堀之内百香、小林莉奈、溝渕麻莉亞、森田彩花、西澤瑠莉奈、山田壽壽、村瀨紗英、東由樹、坂本夏海、山本彩加、橫野堇、小川結夏、北村真菜、清水里香、三宅由里亞、白間美瑠、石塚朱莉、南波陽向、河野奈奈帆、菖蒲まりん、安田桃寧、折坂心春、杉浦琴音、梅山戀和、山崎亞美瑠、高橋紗惠、中川美音、南羽諒
- Over the top - 業務提携，2018年1月解散。
- 小笠原茉由 - 前NMB48，2018年12月31日退出演藝界。
- 岸野里香 - 前NMB48、前Over The Top
- THE GALAXXXXY
- Civilian Skunk - 業務提携
- 須藤凜凜花 - 前NMB48，2019年1月31日退出演藝界。
- スルースキルズ （Through Skills)
- 蓼沼楓
- fumika
- MR. MR
- 
  - 高坂夏乃、佐佐木真澄、渡邊葉月、山崎綾華
- RYONRYON.（野村怜花）
- 磯佳奈江（前NMB48）
- 三秋里步（前吉本坂46、前NMB48）
- 葵夏美（日语：葵夏美）（前King Cream Soda）
- 夏瀬ゆの（日语：夏瀬ゆの）
- 松村芽久未（前NMB48）
- 山田菜菜（前NMB48）
- 門脇佳奈子（前NMB48）
- 高野祐衣（日语：高野祐衣）（前吉本坂46、前NMB48）
- 木下百花（前NMB48）
- 松尾紗夜
- 可知紅葉
- Jewel（日语：Jewel (音楽グループ)）
- Re:Complex
- 曉月凜（日语：曉月凜）
- MilkyWay
- 黄帝心仙人（日语：黄帝心仙人）
- 太田夢莉（前NMB48）
- 宇野康洋 - 業務合作
- 村田奈津子 - 業務合作
- 奈良茉紀 - 業務合作
- 日野芹香 - 業務合作
- 秋元香里 - 業務合作
- 中山唯 - 業務合作

## 外部連結
- Showtitle官方網站（页面存档备份，存于）